# Zau de Câmpie
Zau de Câmpie là một xã thuộc hạt Mureș, România. Dân số thời điểm năm 2002 là 3510 người.